# Empalme Norte
Empalme Norte es un importante playón ferroviario de cargas ubicado en el barrio de Retiro de la Ciudad de Buenos Aires. Conecta a varias líneas férreas con el puerto. Pertenece a la Administración General de Puertos.

## Ubicación
Se encuentra ubicado en un extenso terreno rectangular comprendido entre la Avenida Córdoba, la Avenida Antártida Argentina, la calle San Martín y la Avenida Eduardo Madero. La avenida Córdoba es el límite de los barrios de Retiro y Puerto Madero.

## Servicios
Es utilizado por el Ferrocarril Roca, el Ferrocarril Sarmiento y el Ferrocarril Mitre para acceder al Puerto de Buenos Aires. El Ferrocarril San Martín posee un acceso que, luego de varios años sin uso, terminó siendo bloqueado por el crecimiento de la Villa 31 y sus vías tapadas con pavimento. 

## Historia
Si bien existen vías en el lugar desde la apertura de la Estación Central de Buenos Aires durante la segunda mitad del siglo XIX, el actual empalme de cargas tiene su origen oficial en el año 1919, con la inauguración de la primera etapa de Puerto Nuevo.
Durante la década de los 90 se dio de baja Puerto Madero (y las vías que hacia allí iban), mientras que la conexión hacia Puerto Nuevo quedó subutilizada hasta la reactivación en el año 2011.

## Imágenes

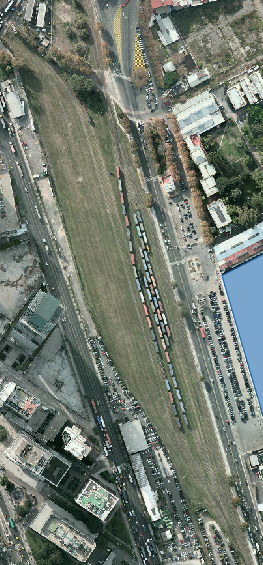
En 2013
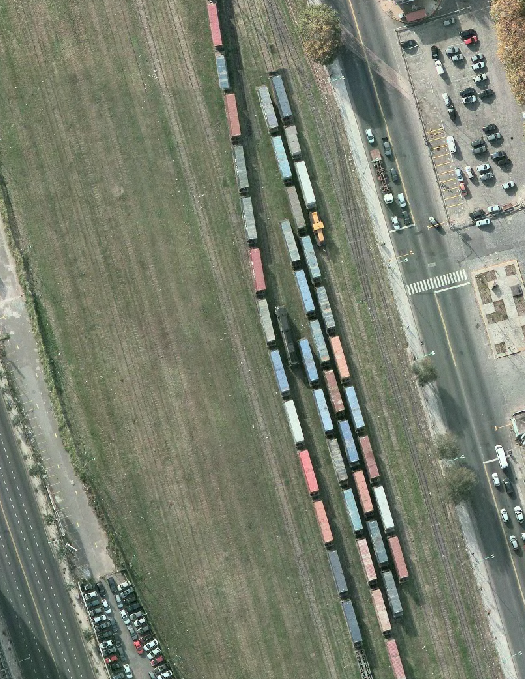
En detalle
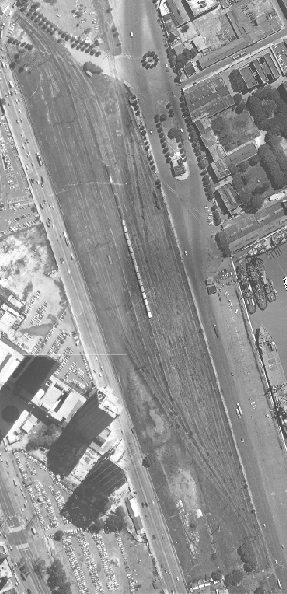
En 1978
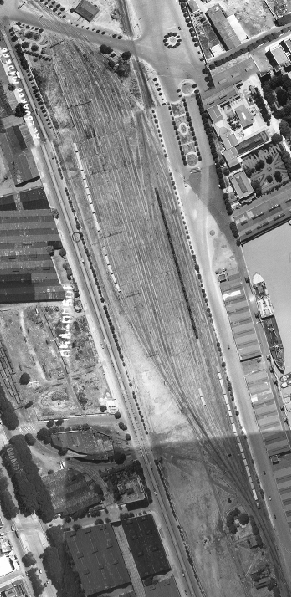
En 1940
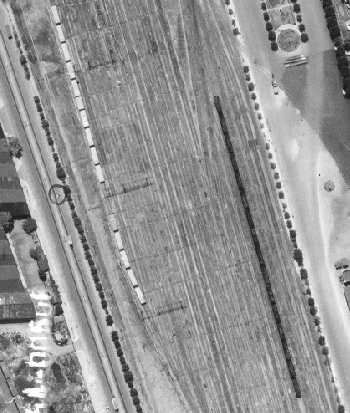
En detalle